# Monuriki Island
Monuriki Island är en ö i Fiji.   Den ligger i divisionen Västra divisionen, i den västra delen av landet, 160 km väster om huvudstaden Suva.
Huvuddelen av filmen Cast Away (2000) spelades in på ön.